# Peter Johannes Droste
Peter Johannes Droste (* 1959 in Oberhausen-Osterfeld) ist ein deutscher Historiker, Didaktiker und Gymnasiallehrer. Er war bis 2023 Vorsitzender des Verbandes der Geschichtslehrer Deutschlands (VGD).

## Leben
Droste studierte an der RWTH Aachen Geschichte, Germanistik und Philosophie und promovierte 1999 dort. Von 1987 bis 1993 war er Leiter des Computermuseums Aachen und von 1994 bis 1995 wissenschaftlicher Leiter des Museums Zinkhütter Hof in Stolberg. Von 1988 bis zum Jahr 2016 arbeitete Droste als wissenschaftlicher Angestellter und Hochschuldozent für mittelalterliche Geschichte und Didaktik der Geschichte an der RWTH Aachen sowie zwischenzeitlich von 2004 bis 2008 an der Universität zu Köln. Darüber hinaus ist er seit 2005 Lehrer am Couven-Gymnasium in Aachen und veröffentlicht seit 1999 Schulbücher. Droste ist Gründungsmitglied und Vorsitzender des Vereins HisTech e. V. und Mitglied der Joseph-Kuhl-Gesellschaft.
Droste war Geschäftsführer des 43. Deutschen Historikertages und Mitglied des Expertenrates für das deutsch-polnische Geschichtsbuch. Seit 2006 ist er Fachleiter für Geschichte am Zentrum für schulpraktische Lehrerbildung (ZfsL) (Gy/Ge) in Jülich und arbeitet seit 2010 im Bundesvorstand des Verbandes der Geschichtslehrer Deutschlands (VGD) und war von 2018 bis 2023 deren Vorsitzender. Darüber hinaus leitete er von 2012 bis 2018 als Landesvorsitzer den VGD in Nordrhein-Westfalen.
Unter seinem Vorsitz ist der Geschäftsführende Vorstand durch eine Assistenzstelle erweitert worden. Dadurch wurden innovative Projekte, wie beispielsweise der HistoryCast: Was war – was wird als eigener Podcast des Verbandes der Geschichtslehrerinnen und -lehrer Deutschlands e. V. möglich. Der Podcast wird von der Beauftragten der Bundesregierung für Kultur und Medien gefördert und von professionellen Redakteuren produziert.
Droste war bis 2023 als Ausschussmitglied im Verband der Historikerinnen und Historiker Deutschlands (VHD) Mitveranstalter des Historikertages und unter anderem verantwortlich für das Programm des VGD. Darüber hinaus ist er Mitglied im Fachbeirat der Stiftung Aufarbeitung, im Nutzerbeirat des Leibniz-Institutes für Bildungsmedien, Georg-Eckert-Institut und seit 2022 Mitglied der Jury zur Vergabe des Historiker:innenpreises der Stadt Münster. Als Bundesvorsitzender ist er offiziell Herausgeber der Zeitschrift Geschichte für heute (gfh).
Drostes Schwerpunkte umfassen neben der Geschichtslehrerausbildung die mittelalterliche Geschichte, Technikgeschichte, Landesgeschichte und deutsch-polnische Geschichte. Er war an der Entwicklung von Museumskonzepten (Computermuseum Aachen (CMA), Museum Zinkhütter Hof (MZH)), Studienordnungen für das Lehramt Geschichte (RWTH Aachen), dem Praxissemester sowie den Bildungsstandards (VGD) sowie diverser Fachcurricula und Schulbuchempfehlungen beteiligt. In Zusammenarbeit mit dem VHD und verschiedenen Institutionen setzt er sich in Interviews, Podiumsgesprächen, Vorträgen und Presseartikeln für einen modernen Geschichtsunterricht ein, der die Demokratie- und Werteerziehung sowie Sprachsensibilität und Aspekte der Migrationsgesellschaft in das Zentrum des Geschichtsunterrichtes und der Lehrerausbildung stellt.
Droste ist Mitglied der Erholungs-Gesellschaft Aachen 1837.

## Veröffentlichungen (Auswahl)
- Demokratie und Demokratieerziehung im Geschichtsunterricht, in Lars Lüdicke (Hrsg.): Deutsche Demokratiegeschichte. Eine Aufgabe der Erinnerungsarbeit, be.bra, Berlin 2021, S. 133–147.
- Wassermühlen an der Rur. Katalysatoren protoindustrieller Gewerbetätigkeit und Fixpunkte eines vormodernen Energienetzes, in: Walter Buschmann (Hrsg.): Industriekultur – Düren und die Nordeifel, Hahne & Schloemer Verlag, Düren 2019, S. 25–34.[4]
- Joseph Hoevelmann. In: Biographisch-Bibliographisches Kirchenlexikon (BBKL). Band 39, Bautz, Nordhausen 2018, ISBN 978-3-95948-350-6, Sp. 607–612 (Artikel/Artikelanfang im Internet-Archive).
- Mit Frank Schweppenstette: Werte und Werteerziehung im modernen Geschichtsunterricht. Ein kritischer Diskussionsbeitrag, in: Ceterum Censeo… Überlegungen zu einem zeitgemäßen Geschichtsunterricht. Festschrift für Rolf Brütting, hrsg. von Peter Johannes Droste, Marion Kintzinger, Holger Schmenk und Frank Schweppenstette (= Schriftenreihe des Landesverbandes nordrhein-westfälischer Geschichtslehrer e.V. Bd. 1), Schmenk, Oberhausen 2013, ISBN 978-3-943022-20-9, S. 11–24.
- Flucht und Vertreibung in polnischen Geschichtsbüchern. Kommentar und Ergänzung zu Margarete Dörr, in: Geschichte für heute 2/2011, S. 59–65.[5]
- Als Mitglied des Steuerungsrates und Expertenrates des Projektes Deutsch-Polnisches Geschichtsbuch: Schulbuch Geschichte. Ein deutsch-polnisches Projekt – Empfehlungen, Berlin/Warschau 2010 (PDF).
- Als Mitglied der VGD-Arbeitsgruppe: Bildungsstandards Geschichte (Sekundarstufe I). Kompetenzmodell und Synoptische Darstellung der Kompetenzen und Verbindlichen Inhalte des Geschichtsunterrichts – Entwurf vom Arbeitskreis Bildungsstandards dem VGD zur Diskussion auf dem Historikertag vorgelegt, Berlin 2010 (PDF).
- Präindustrielle Unternehmer im Herzogtum Jülich, in: Neue Beiträge zur Jülicher Geschichte. Hrsg. von Günter Bers, Bd. XIV, Jülich 2003, S. 67–82.[6]
- Expedition Geschichte, Bd. 1. Hrsg. von Florian Osburg, Dagmar Klose, Uwe Uffelmann, Diesterweg, Frankfurt am Main 2001.
- Rheinische und industriegeschichtliche Spuren in Heinrich Manns Roman „Der Untertan“, in: Peter Johannes Droste, Michael Käding (Hrsg.): Made in Aachen. Beiträge zur regionalen Technik-, Wirtschafts-, und Sozialgeschichte, Aachen 2001, S. 26–32.[7]
- Mit Max Kerner: Eine Welt – Eine Geschichte? Berichtsband 43. Deutscher Historikertag Aachen 2000, 2 Bände, Aachen 2000.
- Mit Michael Käding (Hrsg.): Made in Aachen. Beiträge zur regionalen Technik-, Wirtschafts- und Sozialgeschichte. Verein für Regionale Technik-, Wirtschafts- und Sozialgeschichte „HISTECH“ e.V., Aachen 2000 (Digitalisat (PDF)).
- Wasserbau und Wassermühlen an der Mittleren Rur. Die Kernlande des Herzogtums Jülich 8.–18. Jahrhundert (= Aachener Studien zur älteren Energiegeschichte, Bd. 9), Shaker, Aachen 2003 (Dissertation, RWTH-Aachen, 1999).[8]
- Mit Mitarbeitern: Hammerwerk und Nadel. Museum Zinkhütter Hof, Selbstverlag, CD-ROM, Stolberg 1995.
- Rechenschritte. Sternstunden der Rechentechnik. Katalog zur Sonderausstellung des Computermuseums Aachen, Aachen 1992.
- Mit Walter Ameling: Kurzbeschreibung des Computermuseums Aachen, CMA, Aachen 1990.
- Dokumentation zur EDV-Geschichte im Computermuseum Aachen, in: Jahresberichte des Rogowski-Institutes der RWTH Aachen (1989), S. 157–163.

### Beiträge in Schulbüchern
- Expedition Geschichte, Ausgabe Nordrhein-Westfalen, Band 1–2 SI/SII, Diesterweg Verlag 2001/2002.
- Horizonte, SI/SII, Westermann Verlag, 2009, ISBN 978-3-14-111052-4.[9]
- Anno, SI, Band 1–3, Westermann Verlag, 2008/2009.
- Geschichte und Geschehen, SII, Klett Verlag, Stuttgart 2015.[10]